# انحدار زواج الأقارب

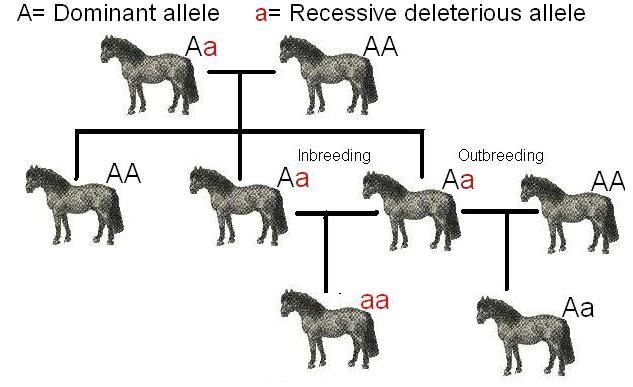

انحدار زواج الأقارب أو انحدار الزواج الداخلي (بالإنجليزية: Inbreeding depression)‏، يُشير إلى انخفاض اللياقة البدنية في مجموعة معينة من السكان نتيجة زواج الأقارب، أو تربية الأفراد ذوي الصلة. بمعنى آخر فقدان اللياقة الإنجابية الفردية، وبالتالي الحجم السكاني والقدرة على البقاء على المدى الطويل، وذلك بسبب ارتفاع التزاوج والتكاثر بين الأفراد الذين بينهم ارتباط عائلي وثيق مقارنة مع تزاوج الأفراد الذين بينهم قرابة أقل. ويشمل أيضاً على الحيوانات والنباتات، وتُشير اللياقة البيولوجية للسكان إلى قدرة الكائن الحي على البقاء على قيد الحياة وإدامة المادة الوراثية. وغالباً ما يكون انحسار الأقارب نتيجة اختناق سكاني. وبوجه عام، كلما زاد التباين الوراثي أو تجمع الجينات ضمن عدد السكان الذين يتكاثرون، يقل احتمال تعرضهم لانحدار الأقارب.